# Сандоз, Эдуар-Марсель
Эдуар-Марсель Сандоз (фр. Édouard-Marcel Sandoz, 1881—1971) — швейцарский художник-анималист.
Родился в Базеле в семье главы химической и фармацевтической фирмы. После обучения химии решил посвятить себя скульптуре. Обучался в Женеве в школе промышленных искусств, после — в парижской Национальной высшей школе изящных искусств. Ученик Антонина Мерсье.
Один из наиболее известных анималистов XX в. Под сильным влиянием ар-нуво выработал свой узнаваемый стиль изображения животных.
Основатель французского общества дикой природы. Многолетний глава парижского фонда Тейлора. Командор орденов Почетного легиона и Искусств и изящной словесности.

## Работы

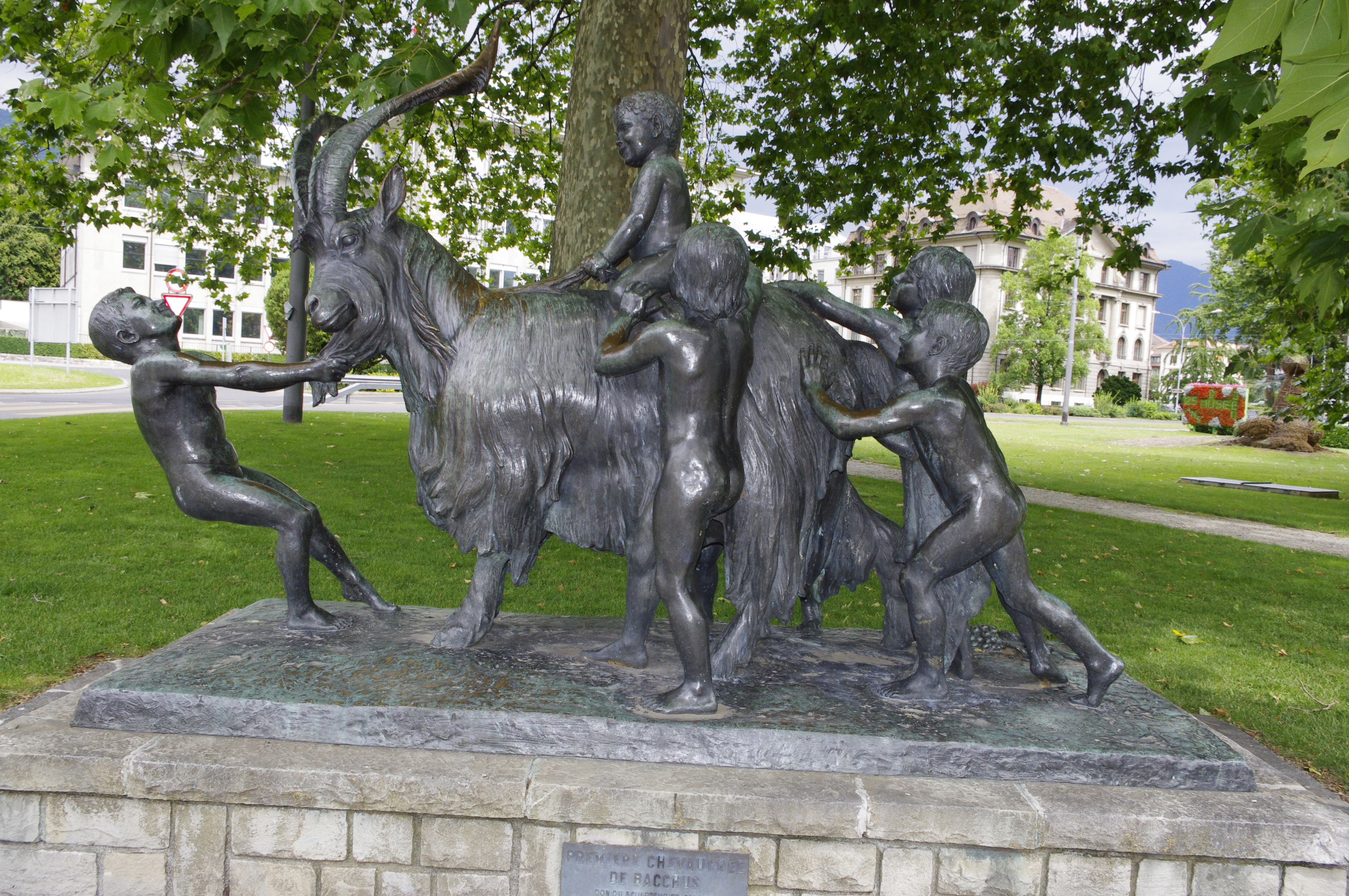
Первая поездка Бахуса, Веве
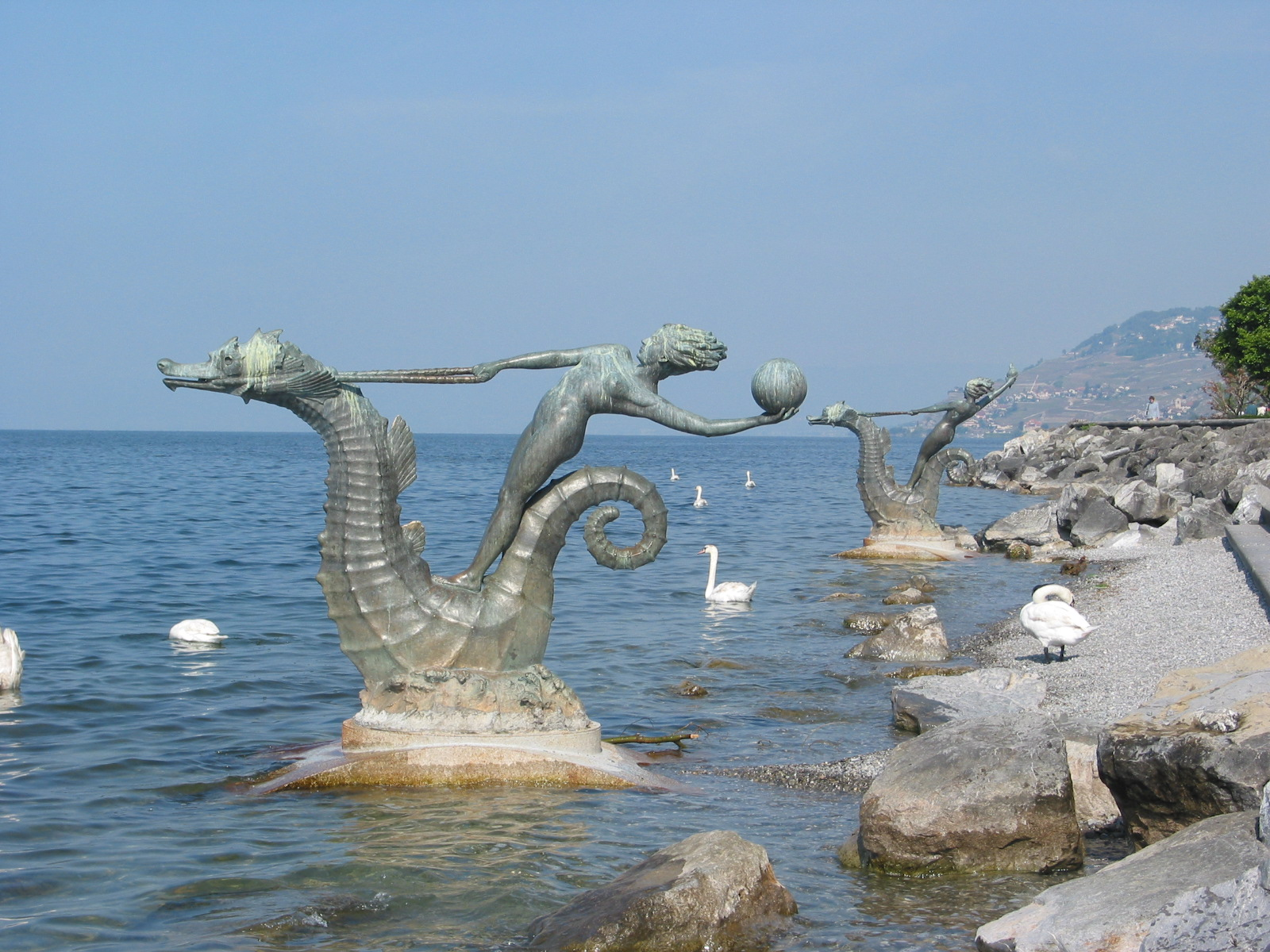
Наездницы на гиппокампусах на берегу Женевского озера, Веве
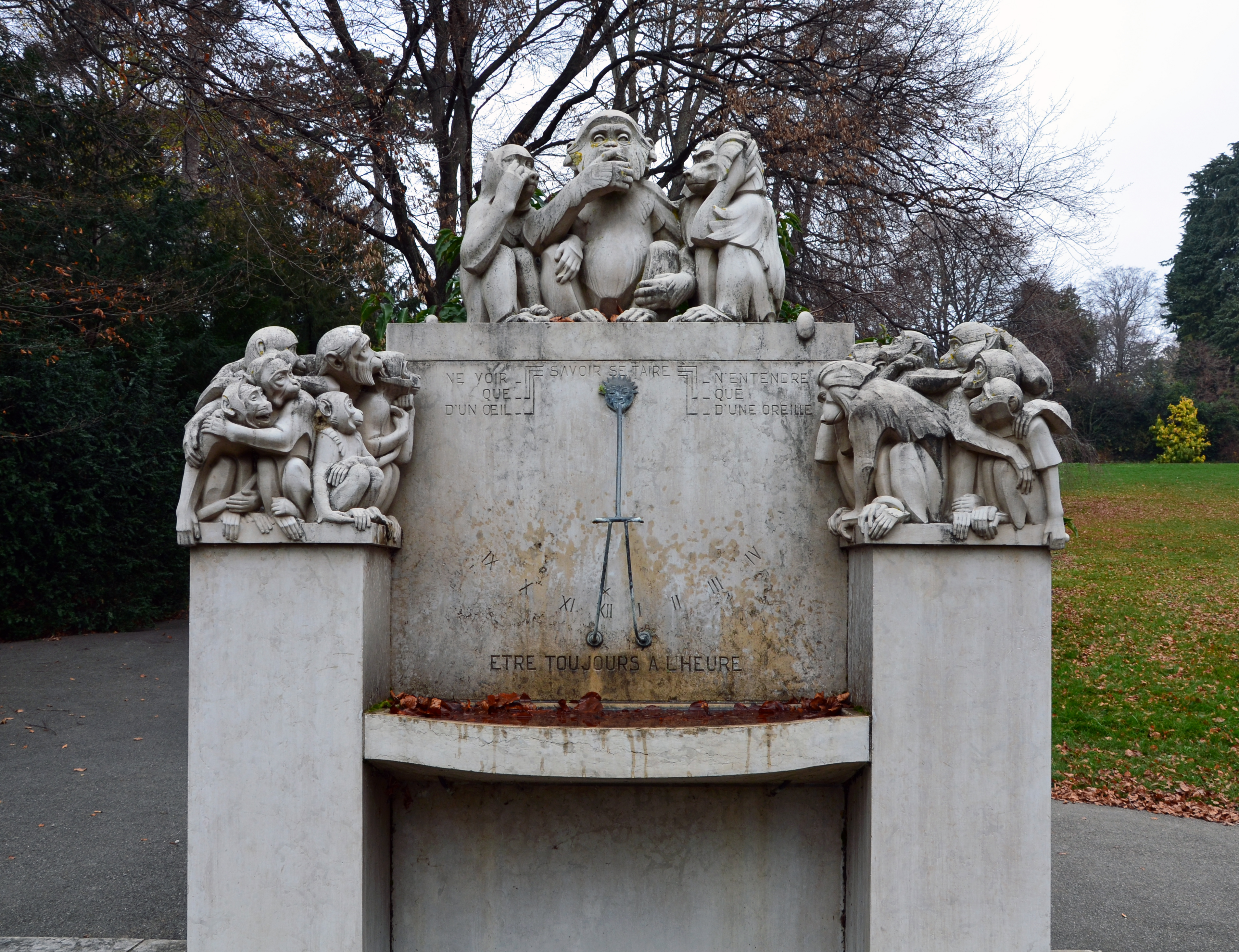
Фонтан Обезьян, парк Денанту, Лозанна
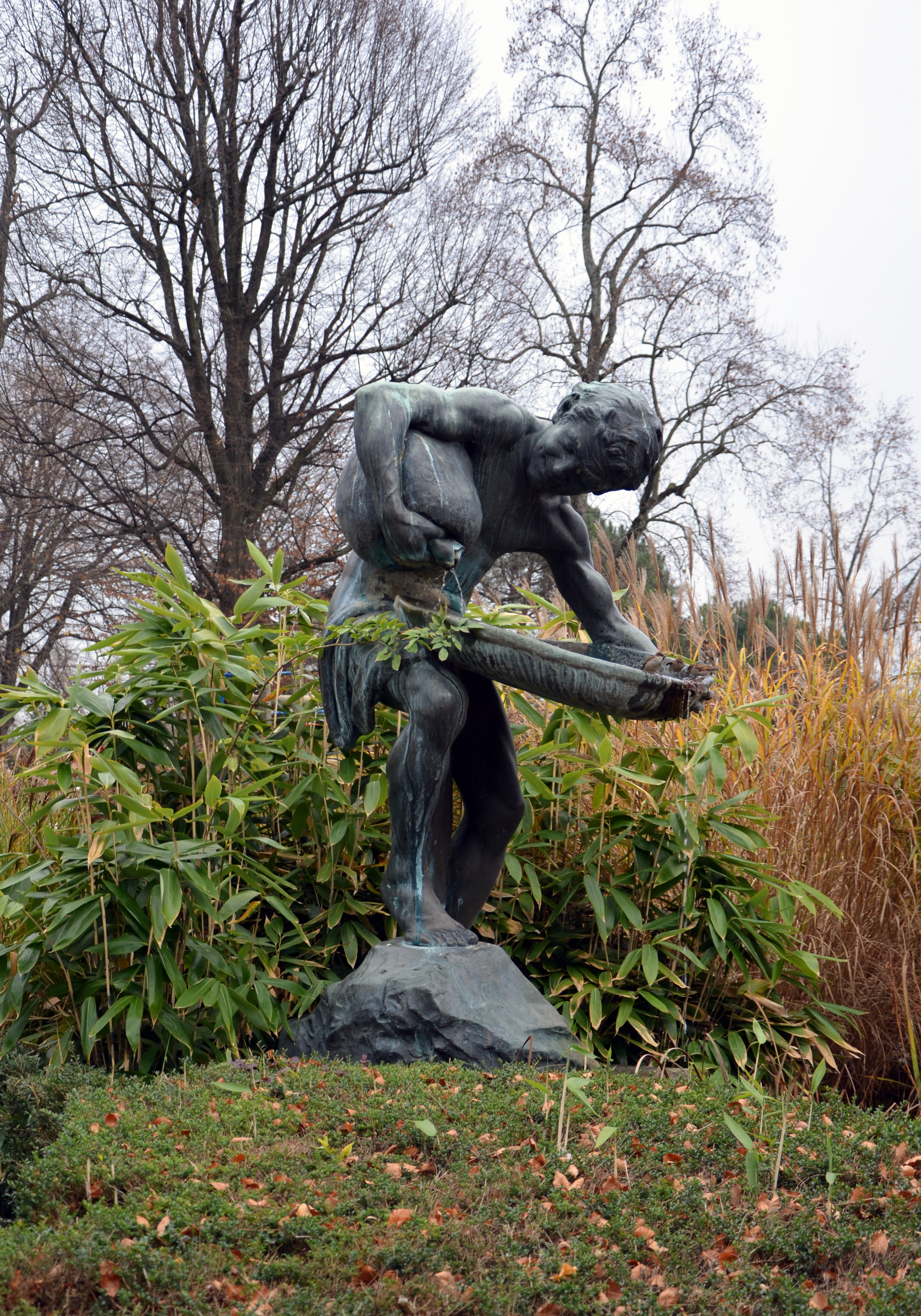
Фавн, парк Денанту, Лозанна